# Community Editions
Die CE Community Editions GmbH ist ein deutscher Buchverlag mit Sitz in Köln.
Gegründet wurde der Verlag 2016 von der Verlagsgruppe Bastei Lübbe, dem Nebenmarktverlag VEMAG und Christoph Krachten, Geschäftsführer des YouTuber-Festivals VideoDays. Seit 1. Januar 2021 hält Bastei Lübbe 100 % der Anteile. 
Er veröffentlicht Bücher von Internet-Influencern mit großer Anhängerschaft und von Web-Künstlern. Produziert werden die Bücher von Vemag, Bastei Lübbe ist für Werbung, Vertrieb und Veranstaltungen zuständig. Die Vemag Verlags- und Medien AG bedient Märkte außerhalb des Buchhandels, insbesondere im Lebensmitteleinzelhandel. Der damalige Bastei-Lübbe-Vorstandsvorsitzende sah Community Editions bei der Gründung an der „Schnittstelle zwischen alter und neuer Medienwelt“, der Verlag wolle junge Leute näher ans Buch bringen. Beim Marketing setzt er unter anderem auf den bereits vorhandenen Bekanntheitsgrad seiner Autoren aus deren Social-Media-Aktivitäten und den dadurch engen Kontakt zu ihren Fans.
Inhaltliche Schwerpunkte des Verlagsprogramms sind Lifestyle, Beauty und DIY, Gaming und Sport. Das erste Programm erschien im Frühjahr 2017, bis April 2018 waren es 19 Titel. Ein erster Verkaufserfolg war der Titel Spring in eine Pfütze, ein Mitmachbuch der YouTuberinnen Viktoria Steiner und Sarina Hütter aus Österreich (Kanal: ViktoriaSarina). Die erste Auflage von 25.000 Exemplaren des Fitnessratgebers Strong & Beautiful der Instagramerin Pamela Reif war eine Woche nach dem Erscheinen verkauft. Laut Spiegel wurden angeblich mehr als hunderttausend Exemplare abgesetzt; im April 2017 kam das Buch auf Rang 4 der Themenbestsellerliste „Gesund & fit“. Vergessene Kinder der YouTuberin Luna Darko, erschienen im März 2017, platzierte sich auf Rang 8 der Spiegel-Bestsellerliste der Belletristik-Paperbacks. Als Hardcover veröffentlichte der Verlag im Dezember 2017 Luna Darkos Werk Myko. Gedanken in der Nacht und erzielte damit Platzierungen über sechs Wochen.
Im April 2018 erreichte Freedom. Die Schmahamas-Verschwörung von Paluten, Webvideoproduzent und Vlogger, und seinem Mitautor Klaas Kern auf Anhieb Platz 1 der Spiegel-Bestsellerliste in der Kategorie Belletristik der Hardcoverausgaben, ebenso in der Focus-Bestsellerliste. In Österreich stieg das Buch auf Platz 10 in der Liste des Hauptverbands des österreichischen Buchhandels ein. Damit erreichte zum ersten Mal ein YouTuber einen ersten Platz einer Buch-Bestsellerliste im deutschsprachigen Raum. Ende Juni 2018 stand Freedom. Die Schmahamas-Verschwörung mit Platz 13 weiterhin auf der Spiegel-Bestsellerliste und stieg bis Anfang August wieder auf Platz 11.
Der Verlag stattet seine Publikationen hochwertig aus, um den Käufern ein haptisches Erlebnis zu liefern, etwa mit Einprägungen auf dem Einband. Der Schnitt wird eingefärbt, oder Editionen werden Sticker und Poster beigelegt. Community Editions begründet den Aufwand damit, dass sich die Kundenzielgruppe, die sich normalerweise in virtuellen Welten bewege, nach Bleibendem sehne. Spiegel-Autor Tobias Becker resümierte in seinem Bericht über den Verkaufserfolg des Paluten-Erstlingswerks, das eigene Buch sei die Vinylplatte des YouTubers, ein Objekt mit Aura. Es sei eine gedruckte Devotionalie, „die sich schon deshalb gut macht, weil man bei der nächsten Signierstunde sein Autogramm draufsetzen kann“.